# Jápeto (satélite)
Jápeto es uno de los satélites del planeta Saturno. Es el octavo más distante al planeta  y el tercero en tamaño, con un diámetro de alrededor de 1500 km, después de los satélites más grandes Titán y Rea. Fue descubierto por Giovanni Cassini en 1671.
Tarda en completar una vuelta alrededor de Saturno 79,33 días terrestres, a una distancia media de 3 561 300 km.
Uno de los hemisferios del satélite es mucho más oscuro que el otro, peculiar característica que se podría deber a una composición distinta del material de la superficie, proveniente del interior de la propia luna o bien de materia de otros satélites o anillos. No se conoce con certeza el motivo real, aunque la segunda hipótesis cada vez es más apoyada por evidencias observacionales.[cita requerida]

## Nombre
Jápeto recibe su nombre del titán Jápeto. También es conocido como Saturno VIII.
Giovanni Cassini nombró a los cuatro satélites que descubrió Sidera Lodoicea (las estrellas de Luis) en honor al rey Luis XIV.[cita requerida] Sin embargo, la mayoría de los astrónomos optaron por referirse a ellas y a Titán usando números, de Saturno I a Saturno V. Al descubrirse Mimas y Encélado en 1789, se extendió la numeración hasta Saturno VII.
El nombre actual de las lunas lo difundió John Herschel (hijo de William Herschel, que había descubierto Mimas y Encélado) en su publicación de 1847 Resultados de las observaciones astronómicas realizadas en el cabo de Buena Esperanza, en la que sugirió llamarlas usando los nombres de los titanes (hermanas y hermanos de Crono/Saturno). Estos son  Tetis, Dione, Rea y Jápeto.

## Órbita

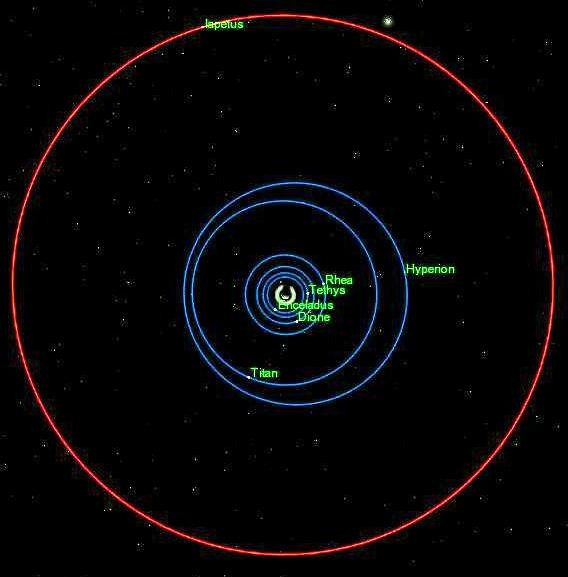
Órbita (vista polar).

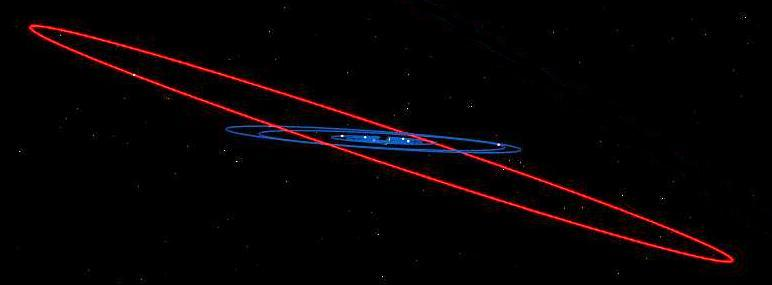
Vista lateral de la órbita de Jápeto (rojo) en comparación con las otras grandes lunas, mostrando su inclinación inusualmente alta.

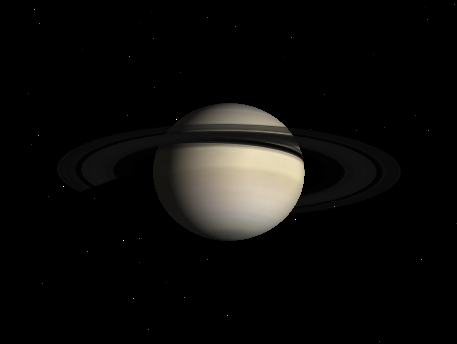
Aspecto de Saturno, visto desde Jápeto.

La órbita de Jápeto es poco corriente. Por ejemplo, la distancia media a Saturno es mucho mayor que la de los otros satélites grandes (alrededor del triple que Titán, que es el más cercano a Jápeto). Otra característica notable aún no explicada es su inclinación orbital (15.º), notablemente mayor que la del resto de las lunas mayores de Saturno.
Estas dos características (su inclinación orbital y la considerable distancia al planeta) convierten a Jápeto en la única luna grande de Saturno desde la cual se podrían observar plenamente los anillos de Saturno; desde las demás, éstos se ven prácticamente de canto debido a su poca o nula inclinación orbital.

## Características físicas
La baja densidad de Jápeto indica que su principal componente es el hielo, acompañado de una pequeña cantidad de materiales rocosos. A lo largo de toda su superficie, exhibe una amplia cantidad de cráteres; en la región oscura la sonda Cassini/Huygens ha desvelado varios cráteres de gigantescas proporciones, tres de los cuales exceden los 350 kilómetros de diámetro. El más grande de ellos tiene unos 500 km de ancho y un borde con pendientes de más de 15 kilómetros extremadamente empinadas. 
La forma del satélite es esférica, como puede esperarse de una luna de gran tamaño, con partes achatadas y una cordillera ecuatorial tan alta que distorsiona la forma de Jápeto, incluso observada desde gran distancia. Por este motivo y debido a que la sonda Cassini no ha fotografiado la totalidad de su superficie, no existe un consenso sobre cuál es exactamente la figura de este cuerpo.

### Hemisferios de distintos colores

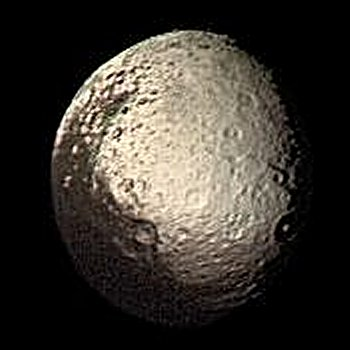
Imagen tomada por la Voyager 2.

En el siglo XVII, Giovanni Cassini observó que podía ver Jápeto cuando este se encontraba en un lado de Saturno pero no en el otro. Llegó a la conclusión acertada que uno de los hemisferios del satélite era más oscuro que el otro, característica confirmada por las imágenes de las sondas Voyager y Cassini/Huygens.
La diferencia de coloración entre los dos hemisferios es muy marcada. El hemisferio en el sentido de la órbita de Jápeto alrededor de Saturno es oscuro, con un albedo de entre 0,03 y 0,05 con una ligera coloración entre rojiza y marrón. Por otro lado, la mayor parte del otro hemisferio y el polo son brillantes, con un albedo de entre 0,5 y 0,6; casi tan brillante como la superficie de Europa. El patrón de coloración es análogo a una versión esférica del símbolo del yin y el yang. La región oscura se llama Cassini Regio y la brillante Roncevaux Terra al norte del ecuador y Saragossa Terra al sur del ecuador.
Se cree que las regiones son oscuras por estar cubiertas por un material de origen orgánico formado por compuestos de carbono y nitrógeno. El origen de este material oscuro no es conocido, aunque se han propuesto diversas teorías. 

#### Origen externo
Una de ellas dice que el material oscuro no es originario de Jápeto sino que proviene de otro satélite de Saturno, desde donde fue expulsado después que este recibiese el impacto de un enorme meteorito. Se han sugerido Febe e Hiperión como posibles candidatos. Los resultados del sobrevuelo de la sonda Cassini de esta luna el día 10 de septiembre de 2007 parecen confirmar esta teoría, y de hecho apuntan a que, tras la acumulación de dicho material y al estar lo suficientemente caliente para ello —por ser oscuro y por tanto absorber la luz solar—, se produjo un fenómeno de segregación térmica, por el cual se empezó a evaporar hielo de agua del lado oscuro en dirección a zonas más frías —los polos y otras zonas heladas cercanas—, favorecido por la lenta rotación de esta luna (apenas 79 días). El proceso, continuado durante miles de millones de años y a escala global, se podría haber ido autoalimentando hasta hoy, haciendo más oscuras las partes ricas en ese material y más brillantes las otras zonas.
Otra teoría similar parece cobrar vigor tras el descubrimiento en 2009 de un gigantesco y extremadamente tenue anillo adicional sobre Saturno. Las partículas del anillo podrían ser arrastradas por el viento solar, cubriendo la superficie de la luna «como insectos en un parabrisas».

#### Origen interno
Otra teoría propone que el material oscuro proviene del interior del satélite y que emergió a la superficie a través de una combinación de impacto meteórico y criovulcanismo. 
Por último, se ha sugerido que las regiones oscuras simplemente podrían ser zonas que no tienen agua. Jápeto, a causa de su lenta rotación, tiene la superficie más caliente de todo el sistema de satélites de Saturno (130 K en la región oscura). Esta temperatura es suficiente para que el agua se sublime, para más tarde congelarse en otro punto de la superficie. Este proceso se repetiría hasta que el agua llegase a un lugar donde ya no pudiera sublimarse más (las regiones brillantes), dejando zonas sin agua (las regiones oscuras). No obstante, esta teoría no explica por qué solo un hemisferio es oscuro.
Tampoco se conoce la profundidad de la capa de material oscuro. No hay cráteres brillantes en el hemisferio oscuro; por lo tanto, si el material oscuro es poco profundo debe ser extremadamente reciente, o renovado constantemente, pues de otra manera un impacto de meteorito habría atravesado la capa oscura para dejar el material brillante al descubierto.

### La cordillera ecuatorial

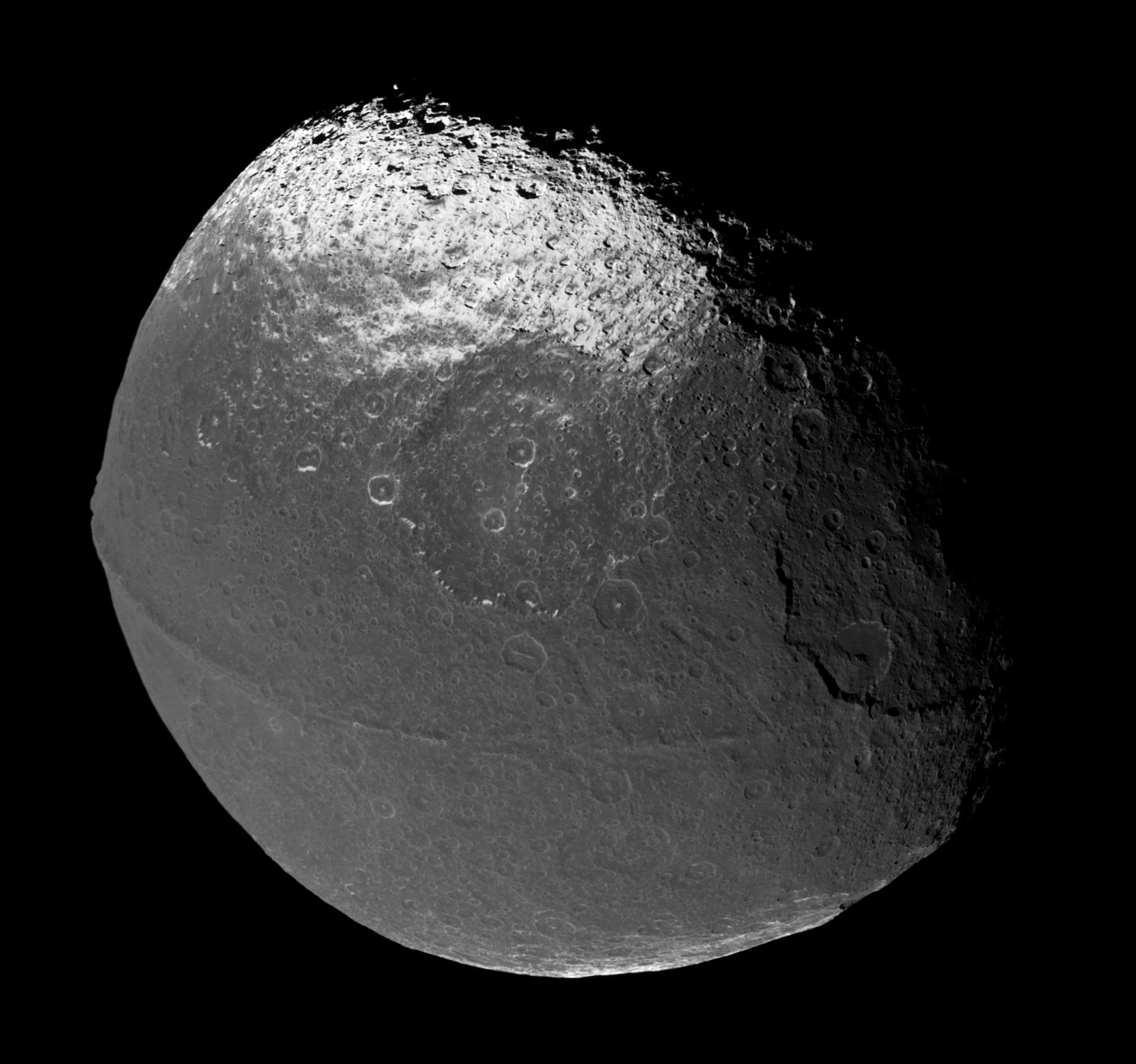
Fotomosaico de imágenes de la sonda Cassini-Huygens que muestran Cassini Regio y Toledo Montes, la gran cordillera ecuatorial.

Un aspecto difícil de explicar es la cresta que corre a lo largo del centro de Cassini Regio. Se trata de una cordillera ecuatorial (sigue casi perfectamente el ecuador del satélite, aunque solo en el hemisferio oscuro) de unos 1300 km de largo, 20 km de ancho y 13 km de altura que da al satélite la apariencia de una nuez. Fue descubierta en diciembre de 2004 por la sonda espacial Cassini  y bautizada en agosto de 2008 Toledo Montes por la Unión Astronómica Internacional. Algunos picos se elevan más de 20 km sobre las planicies circundantes, lo que los sitúa entre los más altos del sistema solar. La cordillera forma un complejo sistema que incluye picos aislados, segmentos de más de 200 km y secciones con tres crestas paralelas próximas. La cresta no continúa en el hemisferio luminoso (varios picos cercanos al borde de Cassini Regio fueron descubiertos por las sondas Voyager), pero hay una serie de picos aislados de hasta 10 km de altura a lo largo del ecuador. El sistema de crestas está intensamente craterizado, característica propia de los rasgos o terrenos más antiguos.
Hasta ahora no se ha establecido una hipótesis firme para explicar el origen de la cordillera, sino que distintos científicos han apoyado algunas de las cuatro siguientes:
- La cadena podría ser un remanente de la forma esferoide que Jápeto tenía en sus comienzos, cuando rotaba más rápido que en la actualidad. Considerando la altura de las montañas, este período tendría que haber sido menor que 17 horas. Para poder enfriarse a una velocidad tal que se preservase la cordillera a la vez que la luna se mantenía lo suficientemente plástica para que la fuerza de Saturno alargase el período de rotación hasta su valor actual, la fuente de calor de Jápeto tendría que haber sido la radiactividad del aluminio-26. Este isótopo era abundante en la nebulosa protoestelar en que se formó Saturno, pero para poder absorber la cantidad suficiente para mantener el calor, Jápeto tendría que haberse formado solamente unos dos millones de años después que los asteroides, considerablemente más temprano de lo que se suponía.
- La cordillera está compuesta por algún líquido que manó de fuentes ubicadas debajo de la superficie y luego se solidificó. Esta teoría no explica por qué esto sucedió siguiendo la línea ecuatorial.
- Paulo Freire, del observatorio de Arecibo, sugirió que la cordillera podría haber tenido su origen en el pasado distante, cuando Jápeto habría rozado la porción más externa de los anillos de Saturno y consumido parte de sus materiales. Esta teoría agrega el problema de explicar el alejamiento de Jápeto desde ese lugar hasta su posición actual.[13]
- Recientemente se ha lanzado la nueva teoría que indica que podría ser el resultado del impacto de un anillo de escombros propio de Jápeto, creado a partir de la ruptura de un sub-satélite que orbitaría esta luna.

## Exploración
Jápeto ha sido visitado por la sonda Voyager 2 que, como parte de su viaje a los confines del sistema solar, el 23 de agosto de 1981 pasó a menos de 910 000 km del satélite, tomando algunas fotografías de su superficie. Más recientemente, en diciembre de 2004, la nave Cassini de la misión Cassini-Huygens, pasó a 123 000 km de Jápeto y fotografió Cassini Regio con mucho más detalle que el Voyager. El 10 de septiembre de 2007 Cassini volvió a acercarse a Jápeto; esta vez pasó a solo 1640 km del satélite, siendo el único sobrevuelo cercano que la sonda realizará a este satélite.